# Trstěnice (district de Cheb)
Pour les articles homonymes, voir Trstěnice.
Trstěnice (en allemand : Neudorf) est une commune du district de Cheb, dans la région de Karlovy Vary, en République tchèque. Sa population s'élevait à 385 habitants en 2020.

## Géographie
Trstěnice se trouve à 6 km au sud-ouest de Mariánské Lázně, à 29 km au sud-est de Cheb, à 38 km au sud-sud-ouest de Karlovy Vary et à 128 km à l'ouest-sud-ouest de Prague.
La commune est limitée par Drmoul au nord, par Mariánské Lázně au nord-est, par Chodová Planá au sud-est et au sud, par Zadní Chodov au sud, et par Tři Sekery à l'ouest.

## Histoire
La première mention écrite de la localité date de 1367.